# عين حمورابي
عين حمورابي، رواية عربية، للروائي الجزائري عبد اللطيف ولد عبد الله. صدرت الرواية لأوّل مرة عام 2020 عن دار ميم للنشر والتوزيع في الجزائر، ودخلت في القائمة القصيرة للجائزة العالمية للرواية العربية لعام 2021، المعروفة باسم «جائزة بوكر العربية».

## الرواية
تدور أحداث الرواية حول شخصية وحيد الذي يعيش في ألمانيا وقرار رجوعه إلي بلده الجزائر مع بعثة ألمانية للتنقيب في مواقع أثرية والتي تستعين به كدليل للمنطقة، ولكن ينتهي به الأمر إلى البحث عن ماهيته وذكرياته وتفاصيل حياته السابقة.